# Frank Spilker

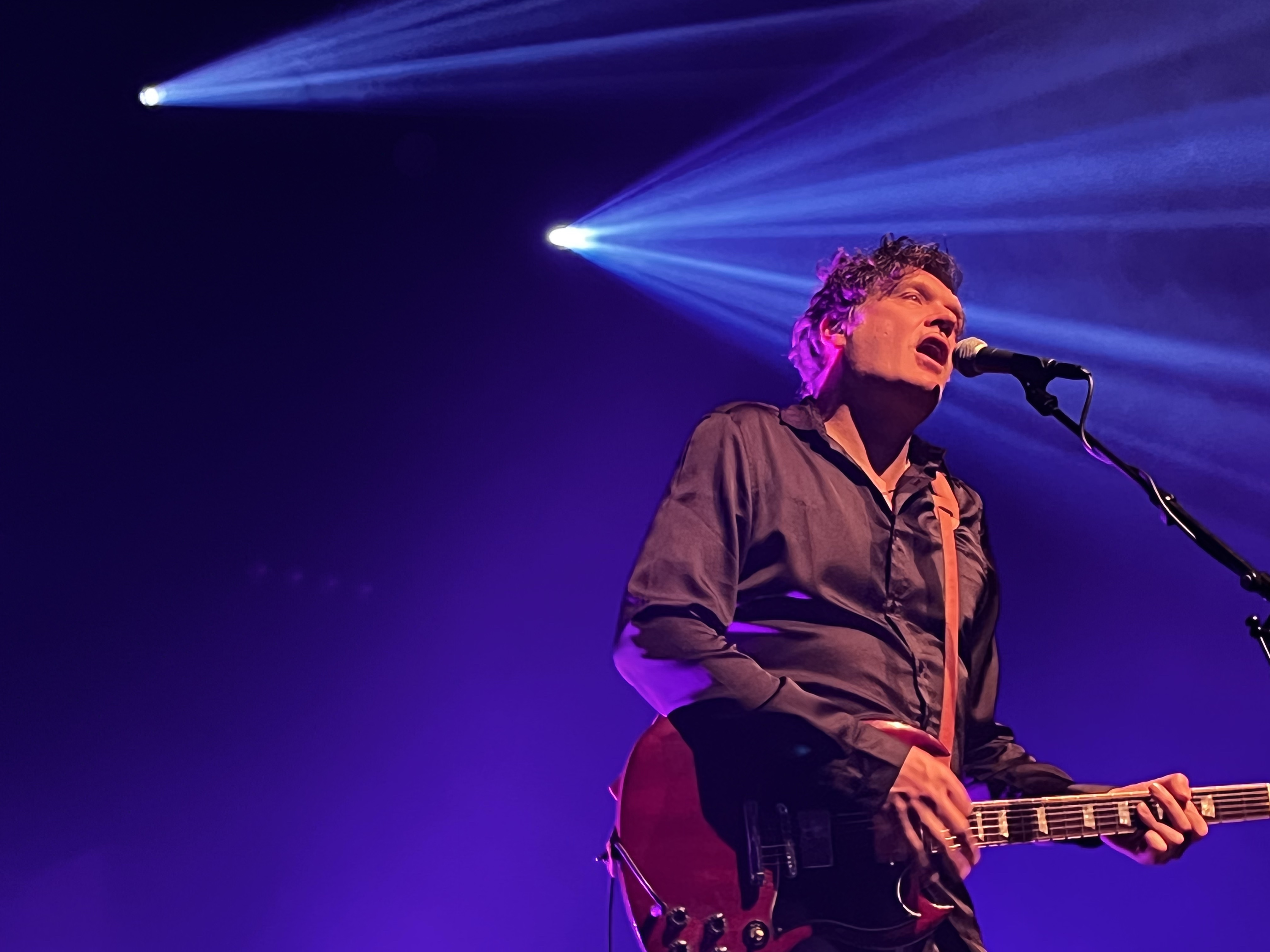
Frank Spilker in Linz – Hallo Euphoria Tour 2022

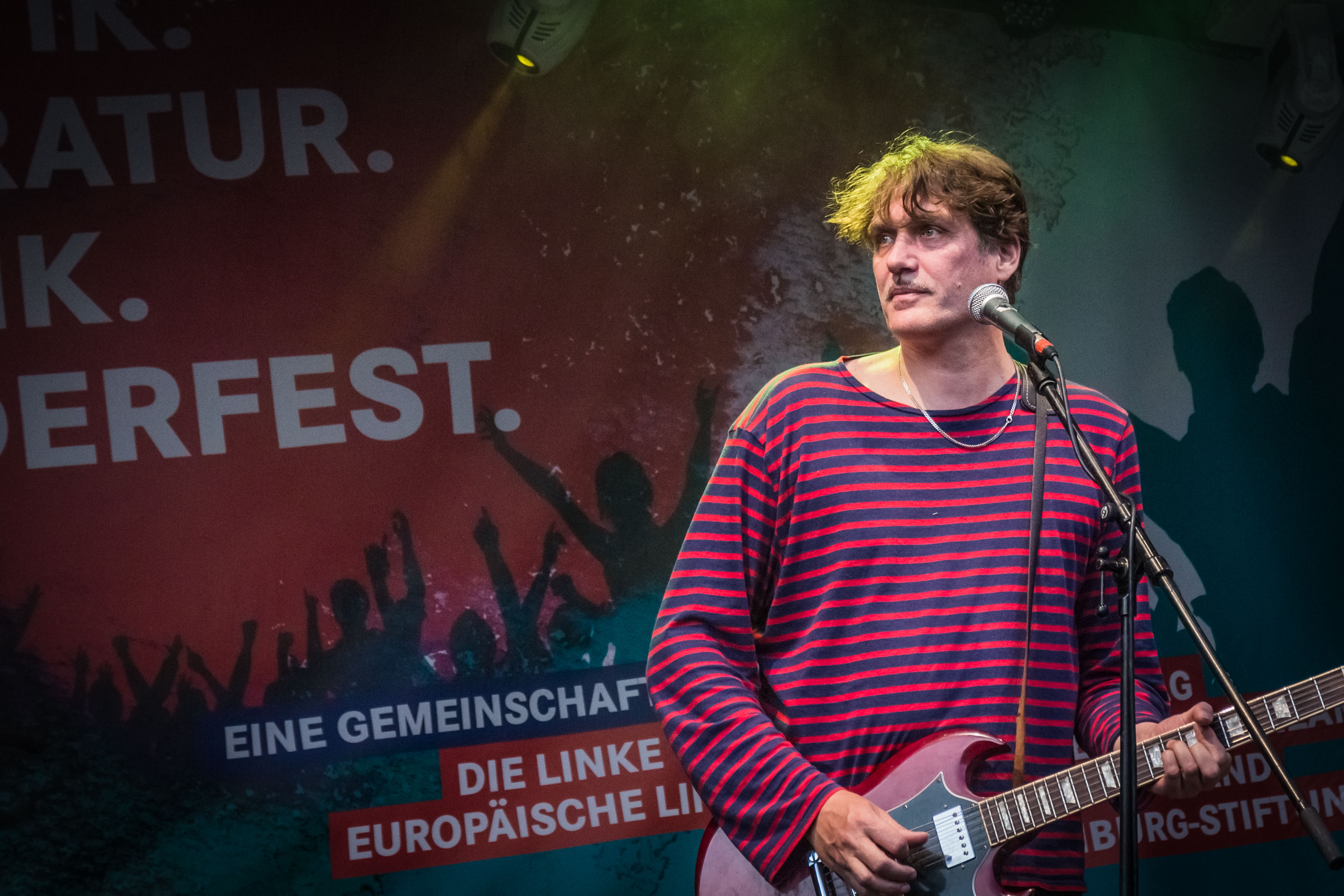
Frank Spilker (2015)

Frank Spilker (* 16. März 1966 in Herford) ist ein deutscher Sänger, Musiker, Liedtexter und Romanautor.

## Leben
Frank Spilker ist Sohn eines Gärtnerei-Inhabers. Er machte seine ersten musikalischen Schritte beim von ihm mitgegründeten ostwestfälischen Fast Weltweit-Label. Dort spielte er in den Bands Discount und Arthur Dent (der Bandname bezieht sich auf die Hauptfigur der Roman-Reihe Per Anhalter durch die Galaxis von Schriftsteller Douglas Adams) erste Tonträger ein, bevor er 1987 die Band Die Sterne gründete. Als er 1986 in Hannover seinen Zivildienst als Hausmeister einer Jugendherberge ableistete, wurde Spilker, der eine Körpergröße von 1,98 Meter besitzt, während des Zivildienstes nachträglich ausgemustert, indem er vorgab, an Symptomen der Scheuermann-Krankheit zu leiden, was jedoch nicht der Wahrheit entsprach. 1990 zog Spilker nach Hamburg. Neben seiner Mitwirkung bei Die Sterne war er zwischenzeitlich bei seiner 2007 gegründeten Band Frank Spilker Gruppe aktiv.
1998 produzierte Spilker mit Christoph Leich, dem Schlagzeuger von Die Sterne, den Soundtrack zum Film Dunckel von Lars Kraume. 2004 wirkte Frank Spilker in dem vom Bayerischen Rundfunk produzierten Hörspiel Der König des westlichen Schwungs und 2005 in dem vom norwegischen Künstler Matias Faldbakken produzierten Hörbuch The Cocka Hola Company mit. 2017 erschien Spilkers erstes selbst verfasstes Hörspiel Zwei ohne Musik, bei dem der Autor zusammen mit u. a. Birgit Minichmayr, Peter Lohmeyer, Sibylle Berg und Johann König auch als Sprecher zu hören ist. Es wurde unter anderem bei WDR 3 und Eins Live ausgestrahlt. 2020 schrieb er mit Gattung, Art und Unordnung eine vierteilige Serie über das Verhältnis von Mensch und Tier, in der u. a. Manfred Zapatka, Serkan Kaya und Julia Hummer mitspielen und bei der er selbst Regie führte.
2013 erschien Spilkers erstes Buch, der Roman Es interessiert mich nicht, aber das kann ich nicht beweisen.
2023 erschien das Buch "Ich scheiß auf deutsche Texte" im Ventil Verlag.
Er ist Mitgründer des PEN Berlin. Frank Spilker lebt in Hamburg. Er ist verheiratet mit der Journalistin Rebecca Spilker (* 1968).